# Stephanopoides sexmaculata
Stephanopoides sexmaculata là một loài nhện trong họ Thomisidae.
Loài này thuộc chi Stephanopoides. Stephanopoides sexmaculata được Cândido Firmino de Mello-Leitão miêu tả năm 1929.